# Mavila
Mavila ist eine Ortschaft im südöstlichen Teil des südamerikanischen Anden-Staates Peru. Beim Zensus 2017 lag die Einwohnerzahl bei 1454.
Mavila liegt im Distrikt Las Piedras in der Provinz Tambopata in der Region Madre de Dios auf einer Höhe von 234 m am rechten, südlichen Ufer des Río Manuripe, der 34 km weiter östlich die Grenze zu Bolivien überquert und nach weiteren 433 km bei der Ortschaft Puerto Rico in den Río Orthon mündet, einen Nebenfluss des Río Beni.
Durch Mavila führt die Transoceánica, die São Paulo in Brasilien mit Lima in Peru verbindet. Abschnitt 3 der Transoceánica führt von Iñapari an der peruanisch-brasilianischen Grenze über Iberia und Alerta nach Mavila und weiter über Puerto Maldonado nach Mazuko.
Das Klima der Region ist semihumid und mit 2000 mm Jahresniederschlag sehr feucht, von November bis März fallen durchschnittlich zwischen 200 und 300 mm Regen, nur im Juni und Juli fallen die Werte auf unter 50 mm. Die Jahresdurchschnittstemperatur liegt bei 25,6 °C, und die Monatswerte schwanken nur unwesentlich zwischen 23 °C im Juli und 26,5 °C im Dezember und Januar.